# سده ۲۱ (پیش از میلاد)
(سده بیست‌ودوم پ.م. - سده بیست‌ویکم پیش از میلاد مسیح - سده بیستم پ.م. - سده‌های دیگر)
قرن بیست و یکم پیش از میلاد از سال ۲۱۰۰ پیش از میلاد تا ۲۰۰۱ پیش از میلاد ادامه داشت.

## رخدادها
- حدود ۲۱۰۰ تا ۲۰۰۰ پیش از میلاد: اشعار حماسی به زبان سومری سروده شده است، از جمله حماسه گیلگمش.[۱]
- حدود ۲۱۰۰ تا ۲۰۰۰ پیش از میلاد: در اروپای دوره مس‌سنگی، دو دایره از سنگ‌های کبود که قسمت داخلی استون‌هنج را تشکیل می‌دهند، برپا شده‌اند.[۲]
- حدود ۲۱۰۰ تا ۲۰۰۰ پیش از میلاد: شهر سوخته در ایران، متروکه شده است.[۳]
- حدود ۲۱۰۰ تا ۱۹۰۰ پیش از میلاد: آغاز تمدن مینوسی میانه در کرت.[۴]متالورژی برنز و چرخ سفالگری معرفی می‌شوند،[۵]همانطور که هیروگلیف‌های کرتی چنین هستند.[۶]
- ۲۱۰۰-۲۰۵۰ (پیش از میلاد)؛ زیگورات ننا در اور در کشور کنونی عراق ساخته شد.
- حدود ۲۱۰۰ تا ۱۸۰۰ پیش از میلاد - فرهنگ سینتاشتا در استپ اوراسیای شمالی پدیدار شد.[۷]
- ۲۰۹۱ (پیش از میلاد)؛ عصر پدرسالاری اسطوره‌ای آیینی در این سال پی نهاده شد.
- ۲۰۸۰ (پیش از میلاد)؛ جنگهای نهمین دودمان پادشاهی مصر باستان آغاز گشت.
- ۲۰۷۱ (پیش از میلاد)؛ نگاشته شدن مگ ایته نخستین جنگ اسطوره‌ای ثبت شده در ایرلند.
- حدود ۲۰۷۰ پیش از میلاد - یوی بزرگ دودمان شیا را در چین تأسیس کرد.[۸]
- ۲۰۶۴-۱۹۸۶ (پیش از میلاد)؛ جنگهای دوگانه مصر باستان.
- حدود ۲۰۵۰ پیش از میلاد - آغاز فرهنگ کرمه میانه در نوبیای علیا.[۹]
- اواخر بهار ۲۰۴۹ پیش از میلاد - سیهنج در بریتانیا ساخته شد.[۱۰]
- ۲۰۴۹ (پیش از میلاد)؛ درختهای بلوط برای ساخت سیهنج بریده شد.
- ۲۰۴۰ (پیش از میلاد)؛ پایان نخستین دوره میانه در مصر باستان. آغاز پادشاهی میانه، یازدهمین تا چهاردهمین دودمان پادشاهی مصر باستان.
- ۲۰۴۰ (پیش از میلاد)؛ مرگ فرعون مریکاره و پایان دهمین دودمان پادشاهی مصر باستان، آغاز پادشاهی فرعون منتوهوتپ دوم و یازدهمین دودمان مصر.
- ۲۰۳۴-۲۰۰۴ (پیش از میلاد)؛ جنگهای اور-اموری‌ها
- ۲۰۰۹-۱۹۹۷ (پیش از میلاد)؛ نمونه‌ای از یک خانه و باغ از شهر تب، از دودمان یازدهم؛ امروزه در موزه هنر متروپولیتن در نیویورک نگهداری می‌شود.
- ۲۰۰۹-۱۹۹۷ (پیش از میلاد)؛ آرامگاه منوهوتپ سوم ساخته شد.
- ۲۰۰۴ (پیش از میلاد)؛ عیلامیها اور را ویران کردند.
- ۲۰۰۰ (پیش از میلاد)؛ آمدن نیاکان لاتین‌ها به ایتالیا.
- ۲۰۰۰ (پیش از میلاد)؛ شاید شهر مانتوا ساخته شده باشد.
- ۲۰۰۰ (پیش از میلاد)؛ گمان می‌رود که ساخت استونهنج به پایان رسیده باشد.
- ۲۰۰۰ (پیش از میلاد)؛ جابه‌جایی کشاورزان و چوپانان از اتیوپی به سوی جنوب و ساکن شدن در کنیا.
- حدود ۲۰۰۰ پیش از میلاد - قدیمی‌ترین آثار باستانی عصر برنز در جنوب شرقی آسیا که در محوطه باستانی بان چیانگ در تایلند یافت شده‌اند، نشان‌دهنده عدم وجود یک دولت نظامی یا شهری هستند.[۱۱]

## چهره‌های برجسته
- اورنامو، از سومین دودمان پادشاهی اور
- شولگی از اوریم.
- ابراهیم (شاید!)
- برپایه باورهای هندو، زندگی راما هفتمین آواتارِ ویشنو

## نوآوری‌ها، یافته‌ها، آشنایی‌ها
- ۲۰۳۷ (پیش از میلاد)؛ برپایه اسطوره‌ها امپراتور شن‌نونگ با جوشیدن برگهای تازه به نخستین نوشیدنی چای دست یافت.
- ۲۰۰۰ (پیش از میلاد)؛ نوشتن نخستین یادکرد از شیزوفرنی